# Listă de actori malaysieni

Aceasta este o listă de actori malaysieni.
Cuprins: Început - 0–9 A B C D E F G H I J K L M N O P Q R S T U V W X Y Z

- Fattah Amin
- Alvin Anthons
- Angeline Khoo
- Awie

- Cass Chin
- Christopher Lee Meng Soon
- Crystal Ong

- Remy Ishak

- P. Ramlee
- Huzir Sulaiman
- Jaclyn Victor
- James Lee
- Bala Ganapathi William
- 'Punnagai Poo' Gheetha
- Michelle Yeoh
- Ash Nair
- Chacko Vadaketh
- David Arumugam
- Ning Baizura
- Francissca Peter
- Rani Moorthy
- Aziz M. Osman
- Chen Hanwei
- Faezah Elai
- Sangeeta Krishnasamy
- Nicholas Teo
- Pushpa Narayan
- Angelica Lee
- Malaysia Vasudevan
- Awal Ashaari
- Hans Isaac
- Guy Sebastian
- Ramya Raj
- Amber Chia
- Kamahl
- Erra Fazira
- Farid Kamil
- Resh
- Kavita Sidhu
- Nadine Ann Thomas
- Haanii Shivraj

## Vezi și
- Listă de regizori malaysieni